# 森川信号場
森川信号場（もりかわしんごうじょう）は、北海道茅部郡森町常磐町に所在した運輸省（国鉄）函館本線の信号場（廃駅）である。

## 歴史
駒ヶ岳駅 - 森駅間13.0 kmは、頂上である駒ケ岳駅から最急16 ‰の勾配を用いて3段に迂回しながら海岸沿いの森駅まで下っていく線形であるが、途中の交換設備は姫川信号場（1913年〔大正2年〕開業）しか存在せず、太平洋戦争開戦後の輸送量逼迫を受けて、スイッチバック方式の信号場を増設することとなった。まず、1943年（昭和18年）に駒ヶ岳駅 - 姫川信号場間に東山信号場を設置したのに続いて、姫川信号場 - 森駅間にも信号場を設けることとなり、1944年（昭和19年）に本信号場も、駒ヶ岳駅へ向けて登坂する上り列車用の加速線のみを備えた信号場として設置された。
終戦直前の1945年（昭和20年）に軍川駅（現：大沼駅） - 森駅間には勾配緩和のため渡島砂原駅経由の通称：砂原支線が開業したため、以降重量貨物列車などは上り列車が勾配を避けて砂原支線を迂回するようになったこともあり、戦後、当信号場と東山信号場は役目を終えることとなった。
東山信号場についてはその後東山仮乗降場として旅客の扱いのみを続け、のちに正式な駅となって2017年（平成29年）まで営業を続けたが、当信号場は戦後すぐに廃止されてしまい、旅客扱いを継続することもなかった。

### 年表
- 1944年（昭和19年）2月1日：運輸通信省（当時）函館本線姫川信号場 - 森駅間に新設[3]。『森町史』によれば、旅客の乗降も扱っていたとされる[3]。
- 1945年（昭和20年）12月1日：廃止[3]。

## 廃止後の状況
2002年（平成14年）頃の時点では、加速線として使われていた築堤が約200 m残存していた。

## 隣の駅
運輸省
函館本線（当信号場廃止時点）
駒ヶ岳駅 - （東山信号場） - （姫川信号場） - （森川信号場） - 森駅
*:打消線は廃止信号場